# 検茶
検茶（けんちゃ）とは、お茶の種類、またその良し悪しを見分けること。テイスティングとも。お茶の品評会などで用いられる語である。検茶を行う際に用いる茶杯を「検茶杯」と称する。
企業などでは、出荷する前の荒茶に対して主に茶鑑定士の免許を持つ者が検茶を行う。また、機械も使用される。

## 基準
見分ける際のポイントとなるのは
1. 形状
2. 色沢（リーフの色判別）
3. 水色（「すいしょく」と読む）
4. 水分
5. 香り
6. 味（滋味）

の6つの項目である。
検茶は、茶葉が乾燥している状態だけでなく、熱湯を注いで実際に味や香りなどを確認する。